# Te nave nave fenua
Te nave nave fenua (Terra deliciosa) és un quadre de Paul Gauguin pintat el 1890 en oli sobre tela en la seva primera estada a Tahití. Es conserva al Museu d'Art Ohara de Kurashiki (Japó).
Conegut també com l'Eva tahitiana, és una reinterpretació de l'anterior Eva exòtica, inspirat en La mare de l'artista (Eva). Gauguin va tractar repetidament els símbols d'Eva i el Jardí de l'Edèn.

## L'Eva tahitiana
El títol en tahitià està inscrit en el mateix quadre: «Te NAVE NAVE FENUA». Gauguin ho va traduir en el catàleg de l'exposició Durand-Ruel, a París, com Terre délicieuse («Terra deliciosa»). El tahitià nave és un verb que vol dir «estar encantat, encisat». La duplicació, de fet aglutinada navenave, és un intensiu: «tenir plaer», usada aquí com a adjectiu. Estrictament la construcció hauria de seguir l'ordre d'article, substantiu i adjectiu: te fenua navenave; literalment «la terra del plaer sensual» o en certs contextos «del plaer sexual». La traducció de Gauguin, probablement feta amb precaució pudorosa, es considera apropiada.
El quadre mostra una noia nua en un camp obert, amb pell bruna i faccions polinèsies, que allarga la mà dreta per agafar una flor mentre un llangardaix amb ales vermelles li parla a l'orella. És la narració del Gènesis transportada a un Edèn tropical fantasiós. La figura d'aquesta Eva no correspon a les nocions convencionals europees de bellesa. El cos és compacte però voluptuós, els membres són rectes i escultòrics, i mans i peus són desproporcionadament grossos. És una Eva impúdica amb una sexualitat lliure de cap connotació de pecat o vergonya. Representa l'Eva d'abans de la pèrdua de la innocència pel pecat original. La vegetació és fantasiosa amb unes flors irreals i uns arbres tahitians entre els quals destaca un hotu (Barringtonia asiatica).
La composició és una reinterpretació de l'Eva exòtica que havia fet a París inspirat en els relleus de Borobudur (Java) i en el retrat de la seva mare.

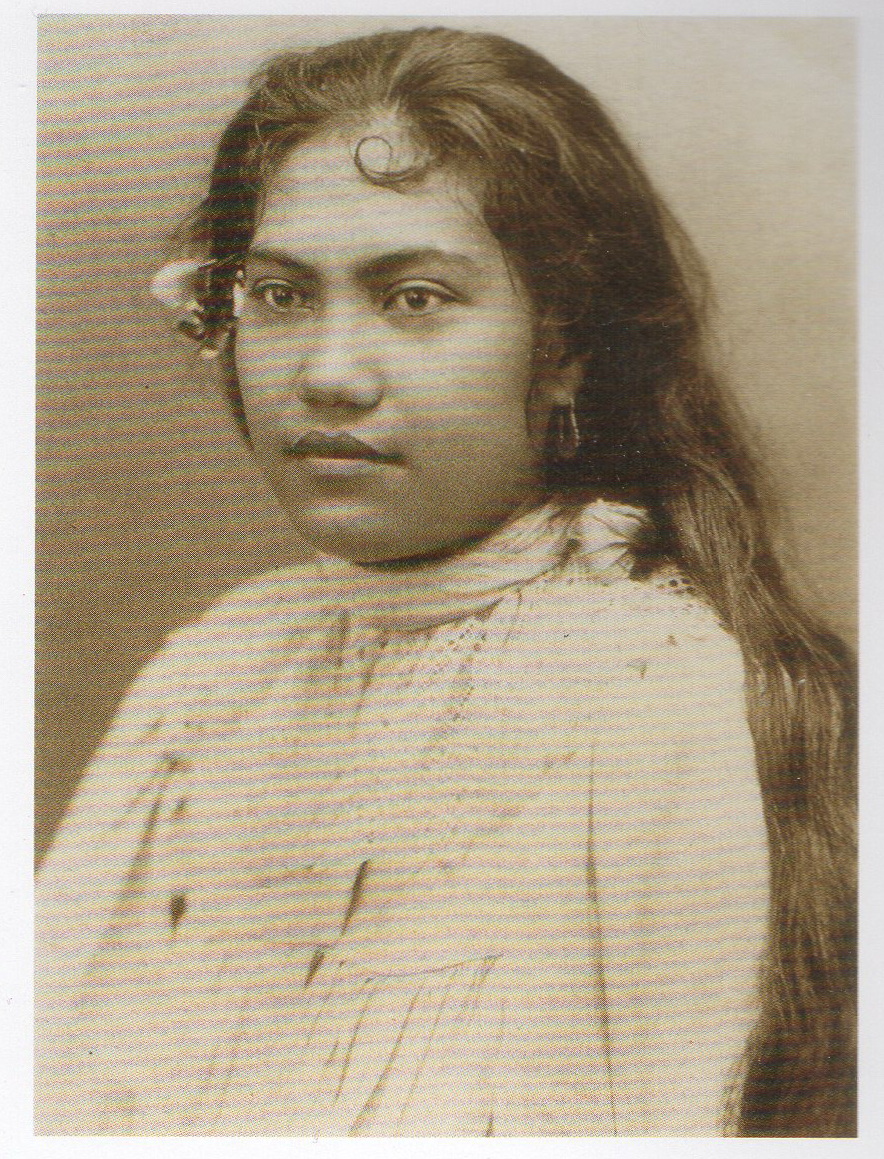
Fotografia de Teha'amana

La model és la seva companya Teha'amana però amb el cabell i el pentinat de la seva mare en l'Eva exòtica. Canvia la vegetació per una de més tropical pròpia de Tahití. En lloc d'agafar un fruit de l'arbre prohibit, l'Eva tahitiana agafa una flor fantàstica que sembla la ploma d'un paó. El paó és el símbol del paradís. Substitueix la serp per un llangardaix d'ales vermelles. La serp era un animal desconegut a la Polinèsia. Pierre Loti explica en la seva novel·la autobiogràfica Le Mariage de Loti (1879) que un missioner definia el diable que havia temptat a la primera dona com un «llangardaix llarg sense potes». Aquesta novel·la havia fet decidir Gauguin a anar-se'n a Tahití en lloc d'altres llocs que tenia pensats, la Indoxina francesa o Madagascar.
Gauguin va anotar en les seves memòries Avant et après una citació del crític d'art Achille Delaroche que descriu l'obra: «Un verger fantasiós ofereix la seva flora insidiosa al desig d'una Eva edènica que estén el braç temorosament per collir la flor del mal. Mentrestant li xiuxiueja a l'oïda l'aleteig de les ales roges de la Quimera.»
En el fons, la història de la pèrdua del paradís expressa també el seu anhel personal d'una Polinèsia idíl·lica que gairebé ja no existia després d'anys de colonialisme francès. En el relat Noa Noa va escriure: «Nave nave fenua. Noanoa. Terra deliciosa. Terra odorant. Delícia que prové de no sé quin horror sagrat que suposo vers l'immemorial […] L'Eva poderosa encarna aquest horror i aquesta joia, filla daurada d'aquest sol i d'aquesta terra que barreja els perfums de sàndal i de totes les flors amb els de la seva orgullosa animalitat.»

## L'Eva exòtica

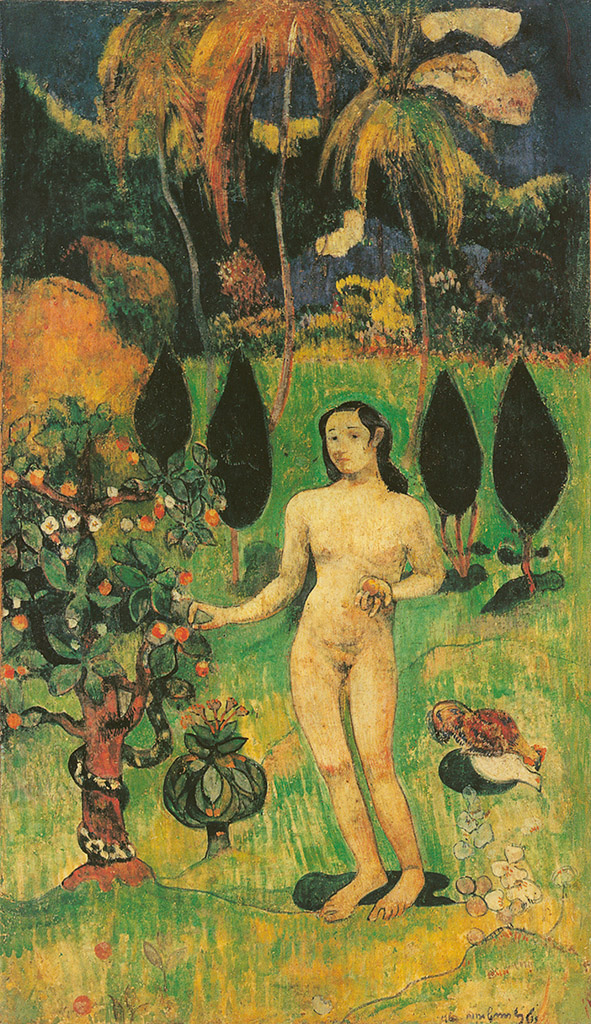
Eva exòtica, 1890

L'Eva exòtica (en francès Ève exotique) és un quadre pintat el 1890 a l'oli i aquarel·la sobre paper muntat sobre tela. Es conserva al Museu d'Art Pola d'Hakone (Japó). El va fer a París abans de partir cap a Tahití, quan ja ho tenia decidit i desitjava retrobar el paradís perdut.

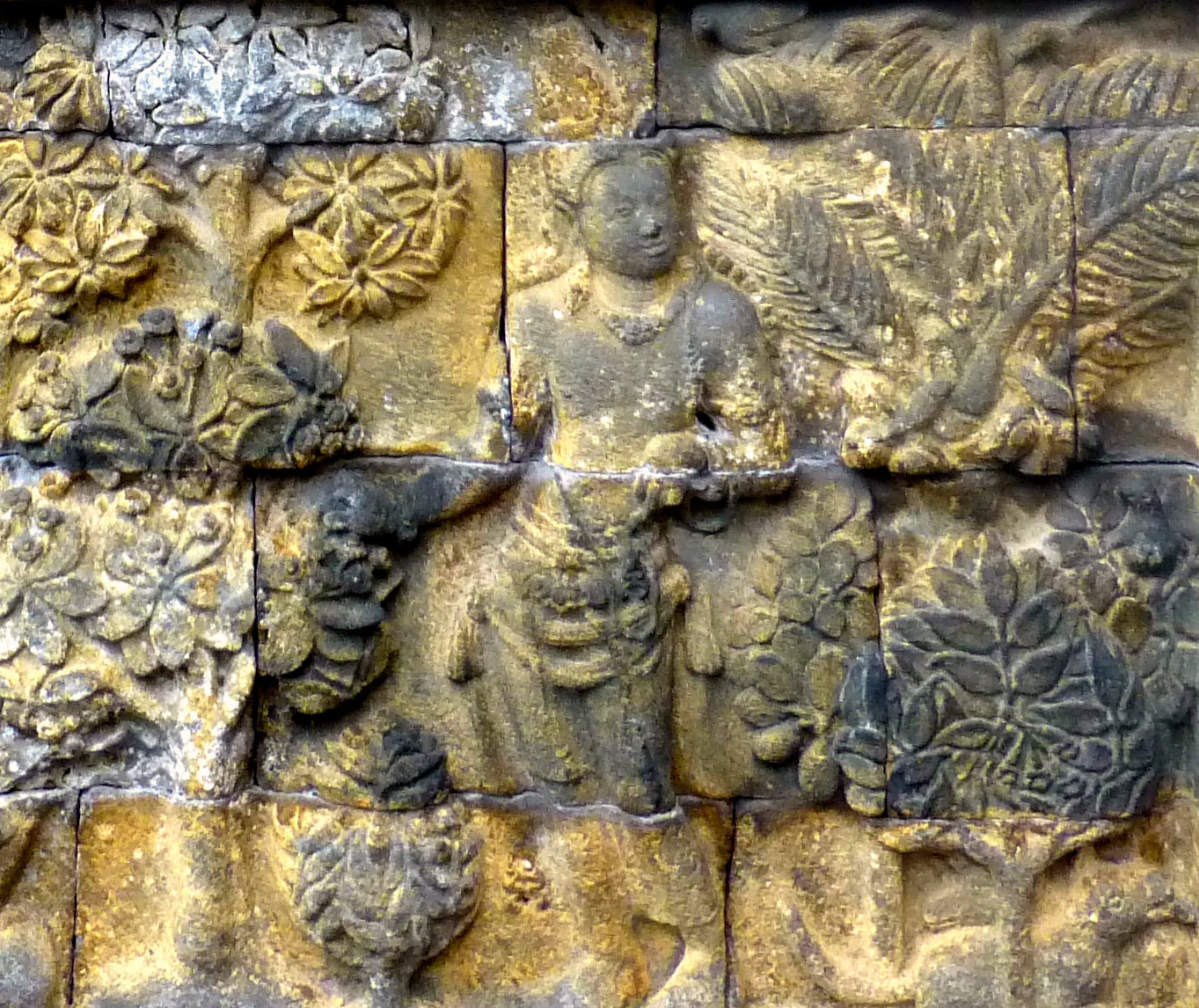
Maitrakanyaka, relleu de Borobudur, Java

La composició està inspirada en un fris d'un dels temples del complex de Borobudur (Java). La figura és la de Maitrakanyaka, un dels personatges usats per Siddharta per explicar el karma, en el fris que descriu la trobada amb setze nimfes. Gauguin tenia diverses fotografies dels frisos que va adquirir l'any 1886 o 1887 i que va conservar fins a la seva mort el 1903. Eren còpies de fotografies d'Isidore van Kinsbergen encarregades pel govern de les Índies Orientals Neerlandeses per a donar a conèixer les antiguitats de Java. Actualment els originals són en la col·lecció de l'Institut Kern de la Universitat de Leiden.
La figura té la mateixa posició amb la cintura arquejada i els mateixos braços, però nua. La vegetació és fantasiosa barrejant arbres europeus i orientals, però segueix la composició original amb un arbre baix a l'esquerra i amb palmeres al fons. Les palmeres de Gauguin recorden els quadres que havia pintat a Martinica. A la dreta, cap on mira la model, en lloc d'un gos hi ha dos ocells copulant.
En l'Exposició Universal de París de 1889 Gauguin havia visitat la vila javanesa on la principal atracció era un grup nadiu de dansa. Va escriure en una carta que havia «redescobert literalment les seves fotografies cambodjanes en aquestes danses.» A Tahití va usar les fotografies com a model d'inspiració en diverses obres. Es van trobar a la seva mort entre els pocs efectes personals que van ser subhastats per pagar els deutes.
El rostre de la model és el de la seva pròpia mare Aline emfatitzant l'aspecte oriental. Gauguin ja havia fet el retrat del bust de la seva mare (La mare de l'artista, c. 1889) i després el mateix retrat de mig cos nu representat com a Eva (Retrat de la mare de l'artista (Eva), 1889-1890).
L'Eva exòtica no representa el pecat original sinó la fertilitat que sorgeix de la sexualitat. Estant decidit a partir cap a Tahití, Gauguin adopta els tòpics occidentals dels Mars del Sud on la sexualitat és liberal i lliure del pecat i de la vergonya. El fet que el rostre d'Eva sigui el de la seva pròpia mare emfatitza aquest símbol de fertilitat. Eva significa mare i segons la Bíblia és la mare de tots els humans.
Fins aleshores, Gauguin havia pintat pocs nus i sorprèn que un d'ells sigui de la pròpia mare. Es podria fer una lectura segons el complex d'Èdip, però el nu de la mare és càndid amb uns pits petits i un pubis glabre. En una entrevista el 1895, Gauguin va dir: «La meva Eva és quasi animal; per això és casta, encara que nua. Totes les Venus exposades en el Salon són indecents, odiosament lascives.»
Poc temps després de pintar l'Eva exòtica, Gauguin va partir cap a Tahití. En les següents obres a la Polinèsia aprofundiria amb els símbols sobre el paradís perdut.

## La mare de l'artista

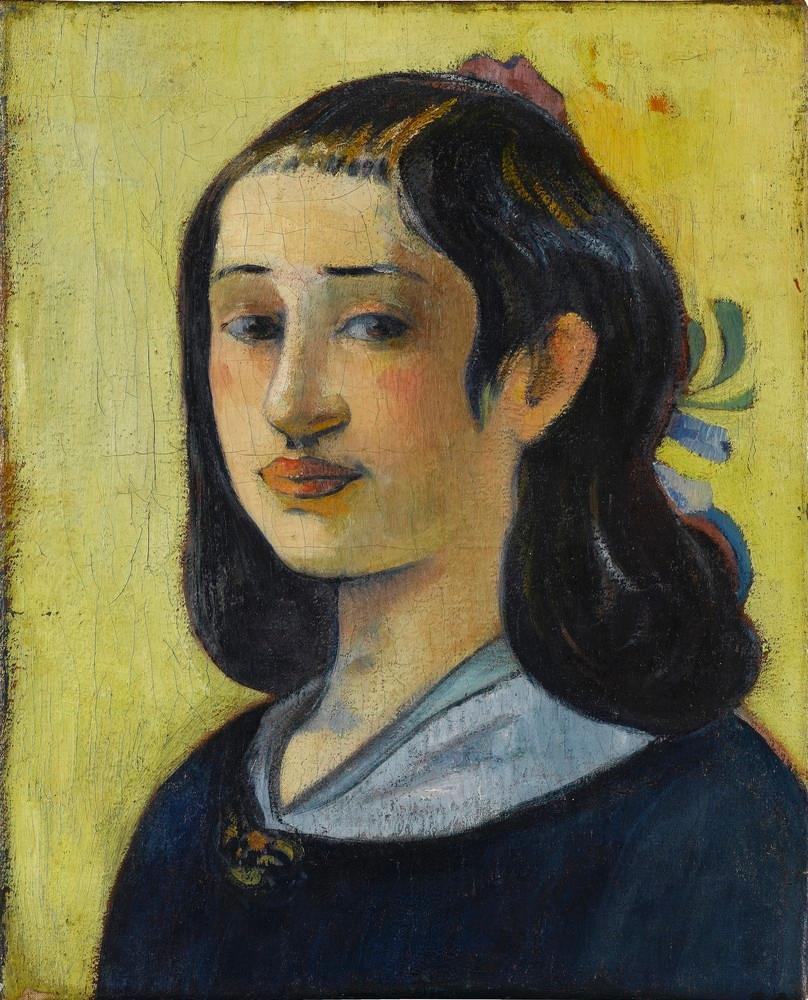
La mare de l'artista, 1889 i 1893

La mare de l'artista (en francès La Mère de l'artiste) és un retrat pòstum d'Aline Gauguin, la seva mare, pintat al voltant de 1889 i retocat el 1893. Es conserva a l'Staatsgalerie (Galeria Estatal) de Stuttgart (Alemanya).

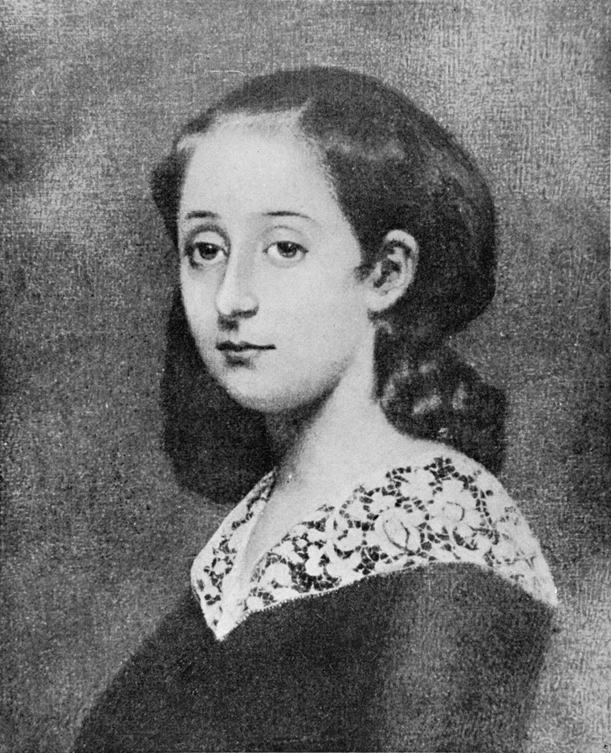
Fotografia d'Aline Chazal, c. 1840

La mare Aline Gauguin (1825-1867), de soltera Aline Chazal, va morir quan Paul Gauguin tenia divuit anys. El pare, Clovis Gauguin (1814-1851), havia mort quan Paul tenia un any. Aline era filla de l'activista Flora Tristán i neta d'una família noble peruana. Aquestes circumstàncies familiars van marcar el caràcter de Gauguin. Quan va fer el retrat de la mare feia més de vint anys que havia mort, però conservava una fotografia de la jove Aline del 1840 quan tenia uns quinze anys. Era una foto d'un retrat pintat per Jules Laure, amant de Flora Tristan, que en faria un altre el 1848 com a padrí del casament d'Aline i Clovis. El retrat de Gauguin està basat directament en aquesta fotografia en blanc i negre. Tenen la mateixa posició en tres quarts i el mateix pentinat.
No és segur quan el va començar, potser el 1888 a Arle quan va viure durant dos mesos amb Vincent van Gogh. Van Gogh acabava de fer un retrat inusual de la seva mare. Tots dos van fer una escapada a Montpeller perquè Gauguin tenia interès per veure en el Museu Fabre l'obra Aline, la mulata (1824) de Delacroix. Gauguin ja n'havia fet una còpia a La Mulatresse d'après Delacroix (1883 o 1884), actualment en localització desconeguda. El nom Aline és el mateix que la seva mare, la mirada és la mateixa i la posició del braç esquerre recorda la versió a l'aiguada que va fer després. Potser la va començar més tard, el 1889 o 1890 a París.

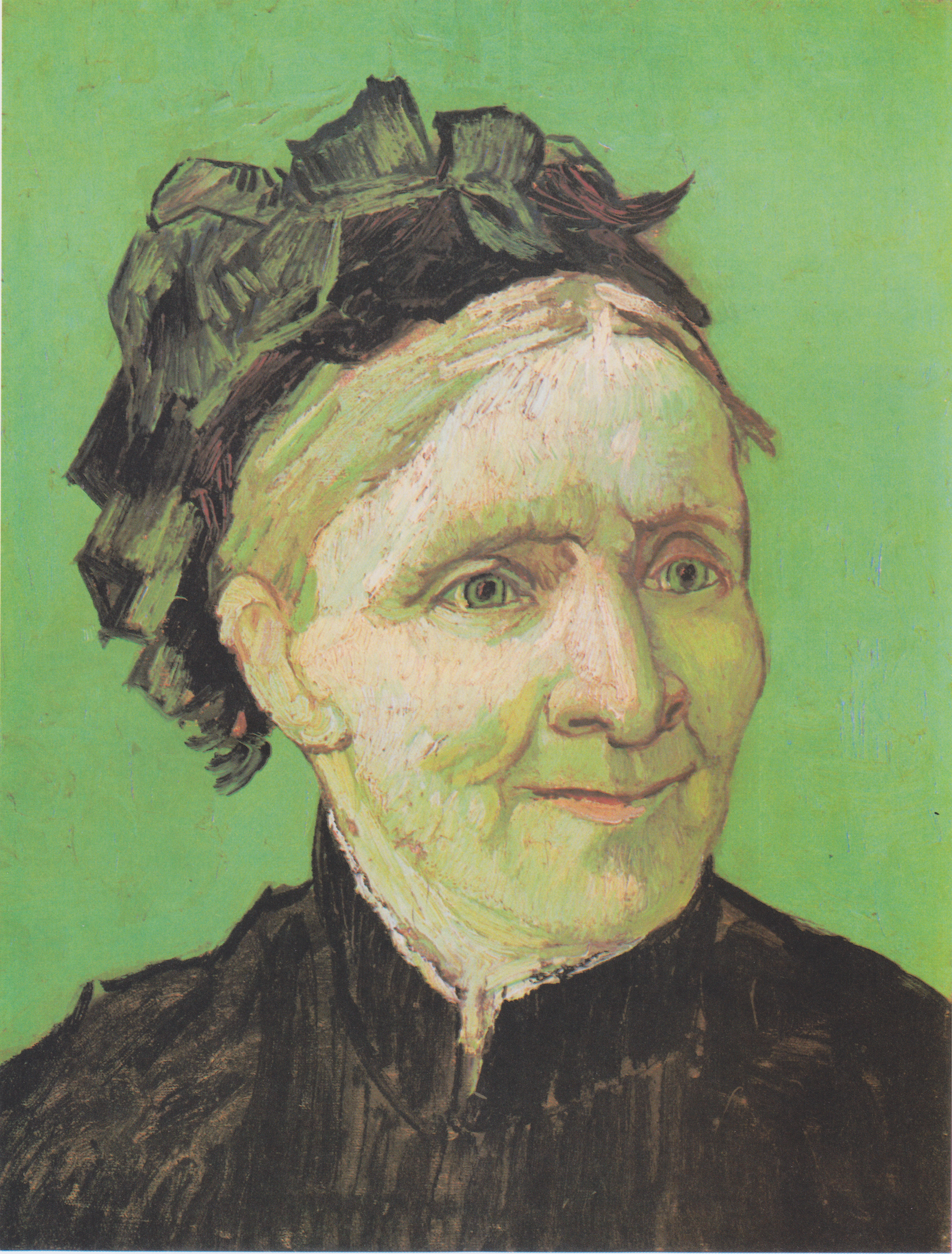
Retrat de la mare de l'artista, Vincent van Gogh, 1888
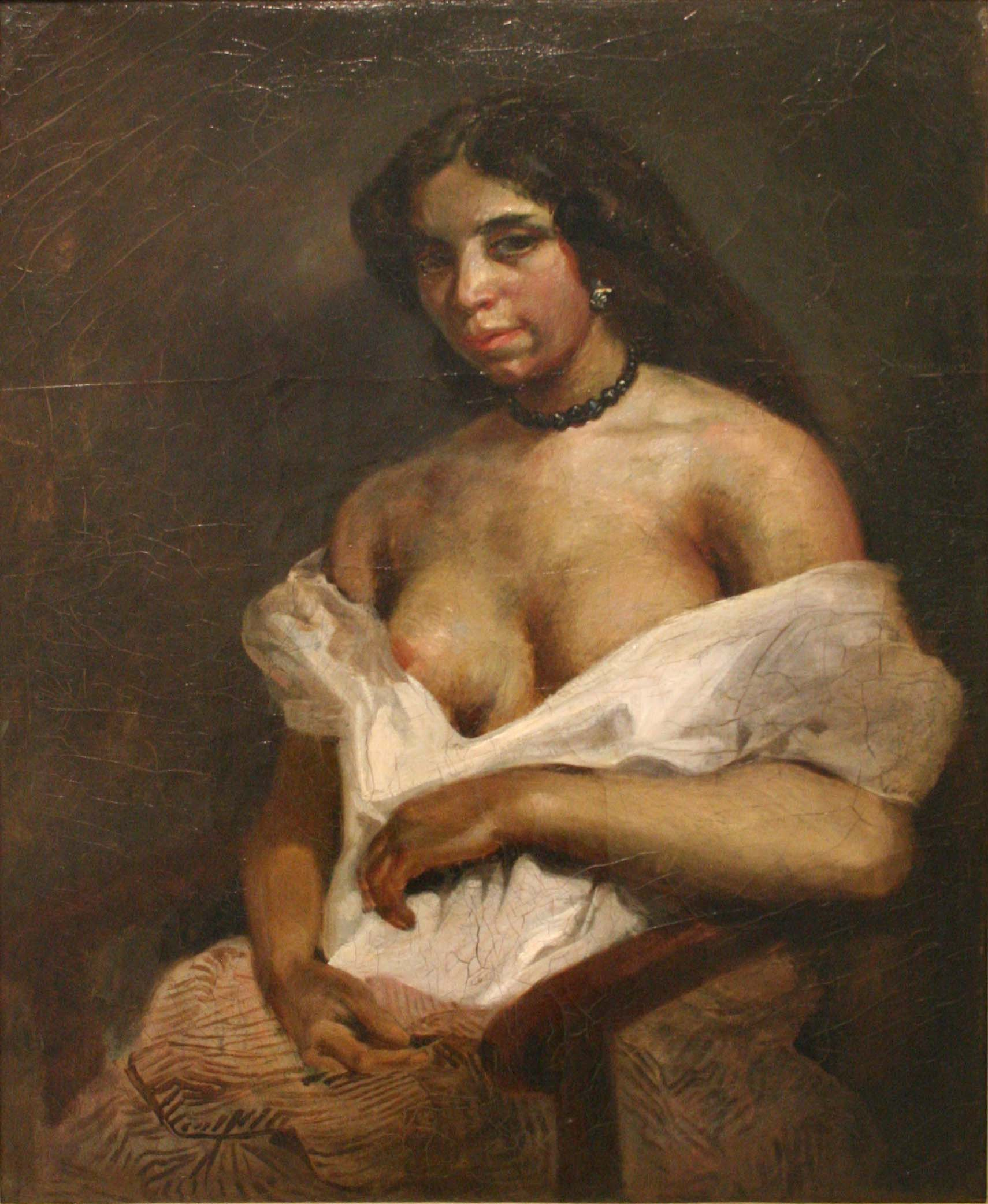
Aline, la mulata, Eugène Delacroix, 1824

El retrat mostra un aspecte seriós i melancòlic. Destaca les faccions exòtiques peruanes, pinta els llavis més molsuts i la mirada més directa. Originalment va pintar el retrat amb un fons vermell. El 1893, quan va tornar de Tahití, el va retocar canviant a un fons groc. Durant la seva estada a Arle amb van Gogh els dos pintors contraposaven aquests dos colors. Gauguin va escriure en les seves memòries que «el bon Vincent estimava el groc […] jo adorava el vermell».
L'escriptora George Sand, amiga de Flora Trintan, va descriure Aline Gauguin en una carta el 1845: «Aquesta noia té l'aire d'àngel; la seva tristesa, el seu dol i els seus ulls bells, el seu aïllament, el seu aire modest i afectuós m'han arribat de dret al cor.»
Paul Sérusier, deixeble de Gauguin, va fer una versió del quadre a Le Portrait d'Aline Gauguin (1895), amb fons blau, afegint la dedicatòria «A Paul Gauguin, don amicale»

## Eva, la mare de l'artista

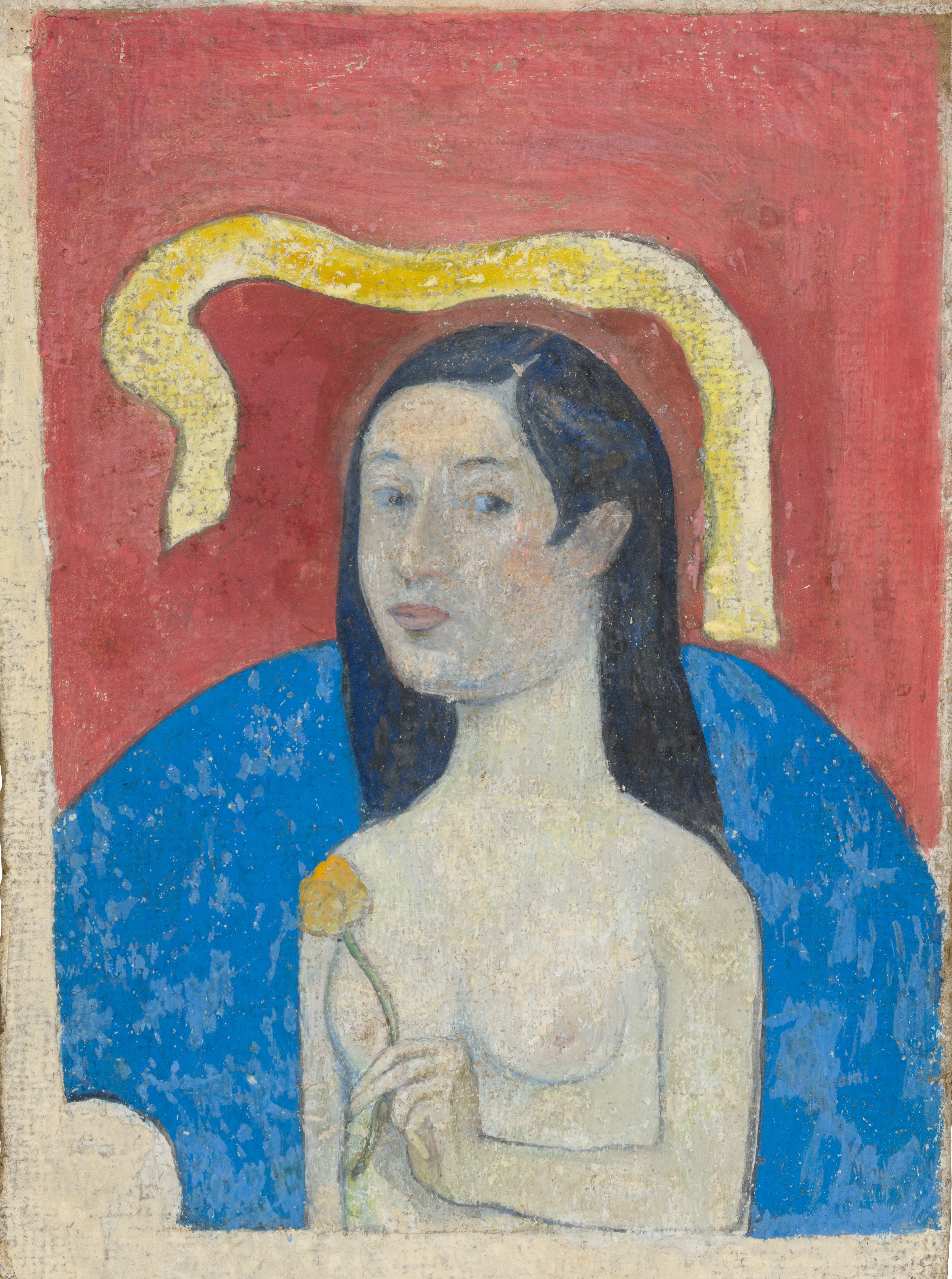
Retrat de la mare de l'artista (Eva), 1889-1890

Durant la seva estada en la Casa Marie Henry de Le Pouldu (Bretanya), entre 1889 i 1890, Gauguin va experimentar diferents tècniques i materials mentre decorava l'hostatgeria amb motius deliberadament càndids. En aquesta època va fer diverses obres d'aiguada sobre paper comercial, entre elles el Retrat de la mare de l'artista (Eva) (1889-1890), conservat a l'Institut d'Art de Chicago.
Es tracta d'un retrat de mig cos nu amb el mateix rostre que el retrat a l'oli i amb el fons vermell original. El fons semicircular blau és un element usat per Gauguin en diferents retrats. Un altre element recurrent és la banderola superior que Gauguin usava a vegades per a inscriure un lema o el títol. En aquesta ocasió no hi ha cap inscripció però potser estava pensant en «Eva, no escoltis al... al... mentider» (en francès Ève: pas écouter li... li... menteur). Ja l'havia usat en l'exposició de l'Eva bretona i la tornaria a usar en un dibuix de l'Eva tahitiana. La frase s'interpreta com un francès balbucejant que evoca la forma de parlar d'un no occidental. El crític Jules Antoine es pregunta «en què es basa Gauguin per a suposar que Eva parlava negre?» Gauguin va replicar: «Quina bestiesa! Sembla que Eva no parlava negre. Per l'amor de Déu! Quina llengua parlaven ella i la serp?»

## Historial
Te nave nave fenua va ser inclòs en l'exposició de Durand-Ruel de 1893. Dos anys més tard, en la "Vente Gauguin" no va trobar comprador per 500 francs. Va ser comprat el 1922 per 40.000 francs (equivalent a uns 4,5 milions d'euros del 2018) pel japonès Magosaburō Ōhara, fundador del Museu d'Art Ohara.
El Retrat de la mare de l'artista (Eva) el va deixar Gauguin en la Casa de Marie Henry el 1890 i va quedar definitivament en possessió d'ella el 1894. El 1919 va ser venut a la Galeria Barbazanges de París que el va exposar amb el títol Portrait de Jeune Femme, Présumée la mere du peintre "Flora Tristan". El 1920 va ser adquirit per Marius de Zayas de Nova York i exposat com a Portrait of Gauguin's Mother. El 1961 va passar per herència a la seva filla Ana Virginia Williams i venut a la Companyia Wildenstein. El 1971 va ser venut a Edward McCormick Blair de Chicago que el va donar, el 2002, a l'Institut d'Art de Chicago, exposat com a Eve (Aline Chazal Gauguin 1825–1867).
Estan registrats en el catàleg de Wildenstein (1967): Te nave nave fenua amb el núm. 455, Eva exòtica amb el núm. 389 i Retrat de la mare de l'artista amb el núm. 385.

## Versions
Gauguin va usar repetidament la figura de l'Eva tahitiana en diferents obres: dibuixos, monotips, xilografies, en la coberta del seu diari i en una escultura. La repetició indica que aquest tema és central en la seva iconografia personal.
El catàleg de John Rewald (1958), sobre els dibuixos de Gauguin, registra cinc estudis de la figura de Te nave nave fenua amb els números 56 a 60, tres d'ells a l'aquarel·la. El catàleg de Richard Field (1973), sobre els monotips de Gauguin, registra dues versions de Te nave nave fenua amb els números 6 i 7. El catàleg de Kornfeld-Morgan (1988), sobre les estampes de Gauguin, registra una sèrie de xilografies de Te nave nave fenua amb el número 14 i una reinterpretació posterior amb el número 43. El catàleg de Christopher Gray (1963), sobre escultures de Gauguin, registra una escultura d'Eva en l'interior de la màscara de Tehura.
L'escultura i dos dels dibuixos són de la mateixa data que el quadre a l'oli. No se sap si els dibuixos eren estudis previs o versions posteriors. Per la Suite Noa Noa (1893-1894), Gauguin va treballar fins a quatre estats de la mateixa xilografia amb una composició fosca, estilitzada i abstracta. Poc després fa fer dos dibuixos i dos monotips a l'aquarel·la. En aquestes versions destaca l'aspecte sensual amb formes més suaus i colors més clars.

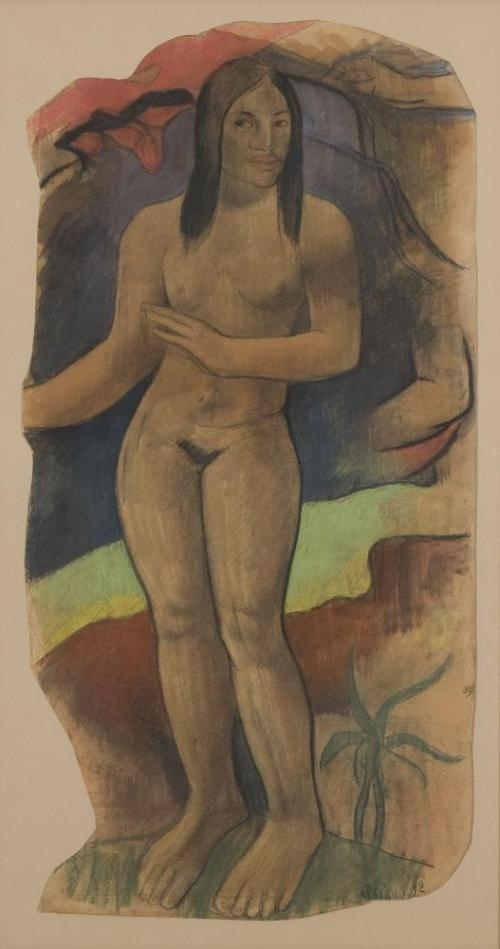
Carbó i pastel, 1892 i 1894, Des Moines Art Center (Rewald 56)
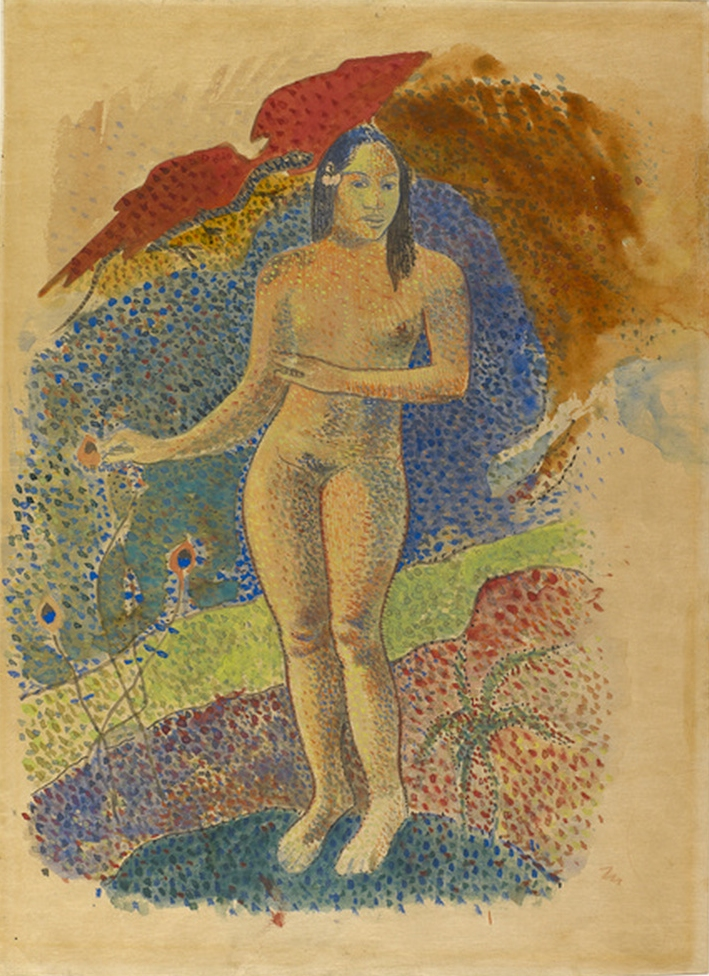
Tinta xinesa, aquarel·la i aiguada, 1892, Museu de Grenoble (Rewald 58)
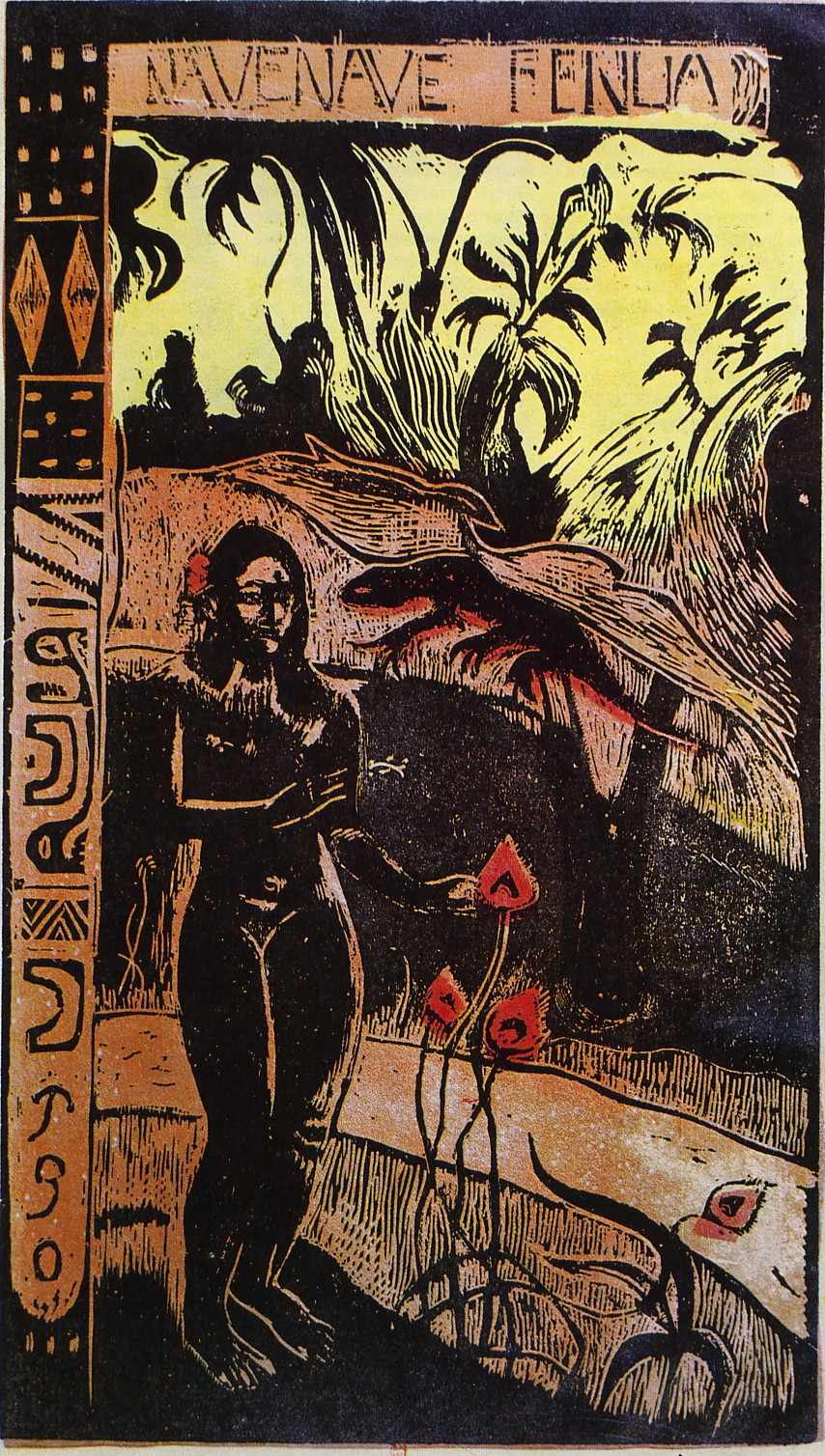
Xilografia Suite Noa Noa, 1893-1894 (Kornfeld 14)
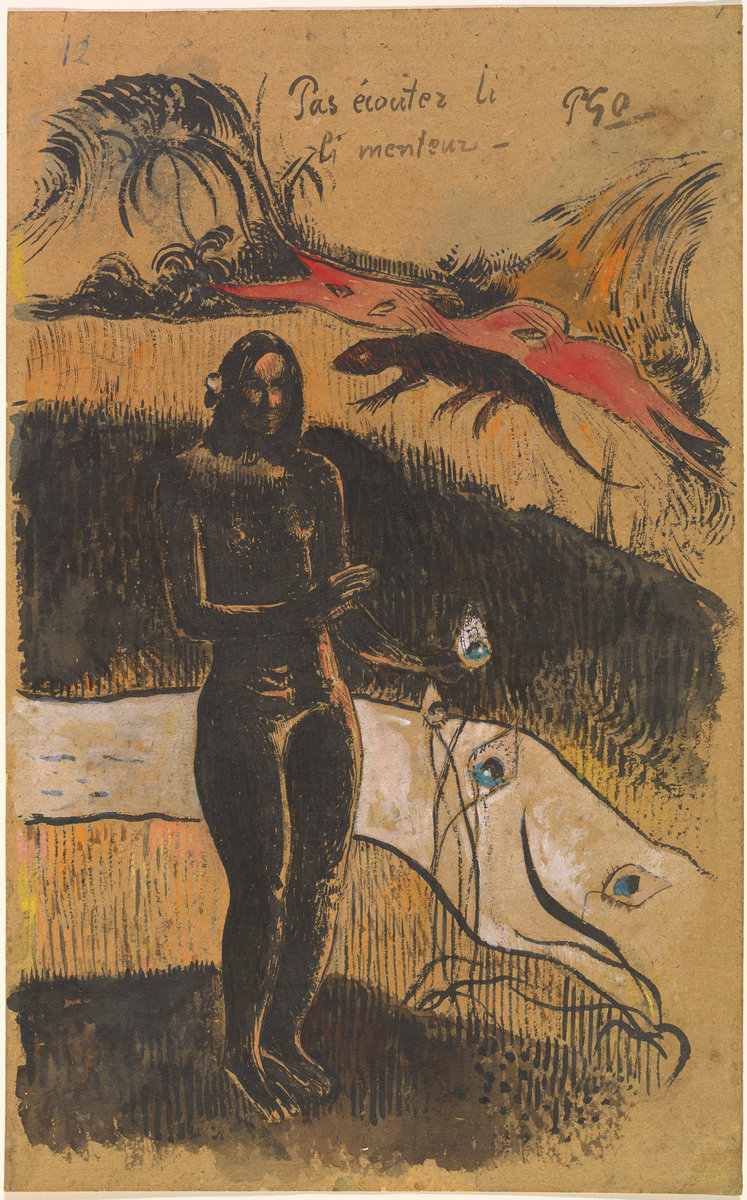
Pinzell, aiguada i tinta xinesa, c. 1894, National Gallery of Art (Rewald 59)
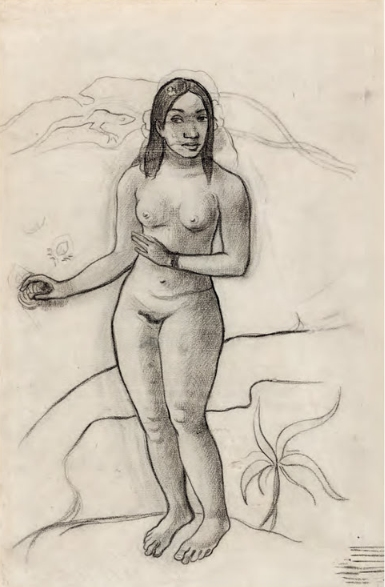
Carbó, c. 1894, col·lecció privada (Rewald 60)
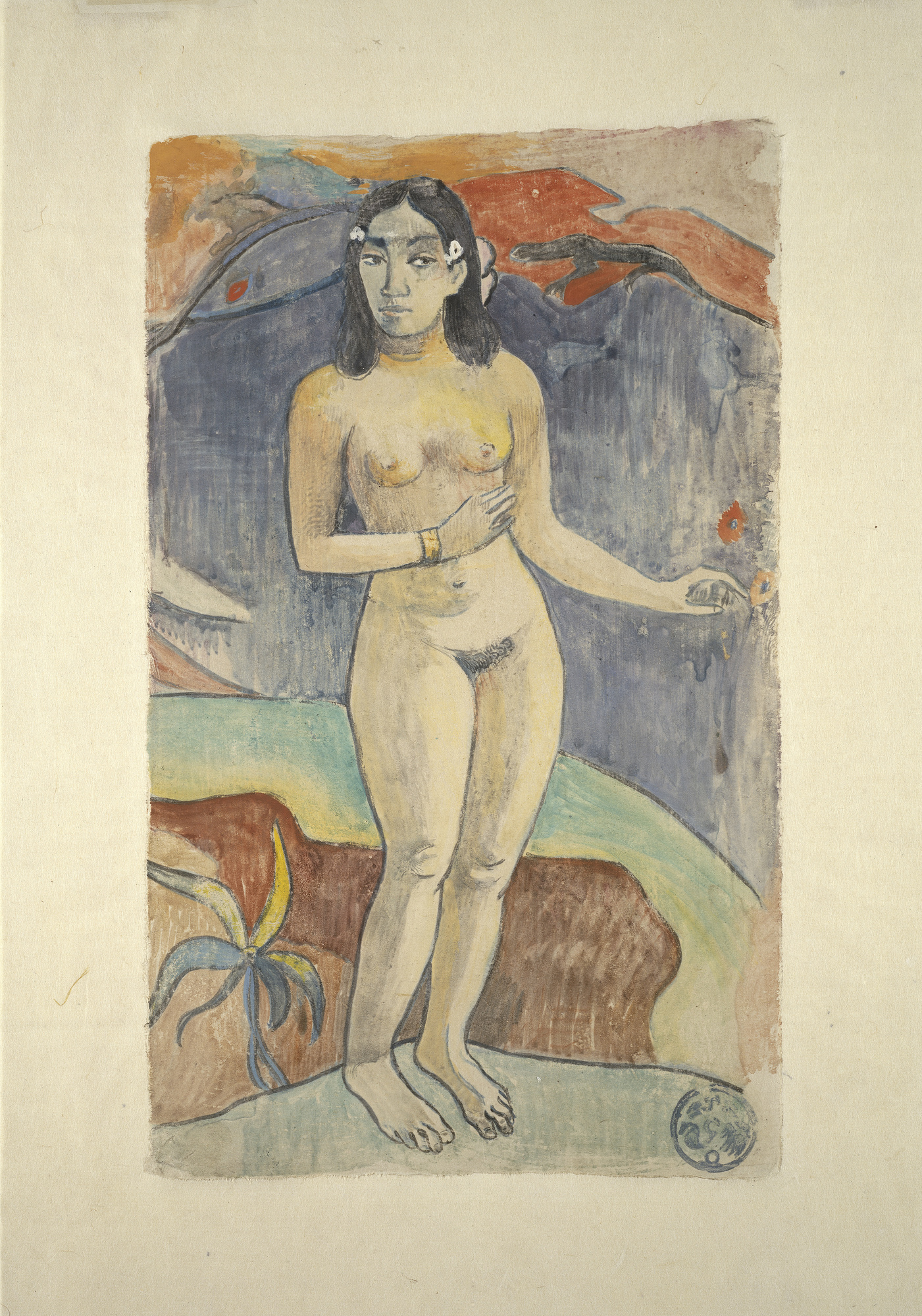
Monotip a l'aquarel·la, 1894, Museu de Belles Arts de Boston (Field 6)
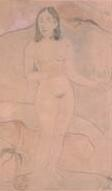
Monotip a l'aquarel·la, 1894, Museu Hunt (Field 7, Rewald 57)
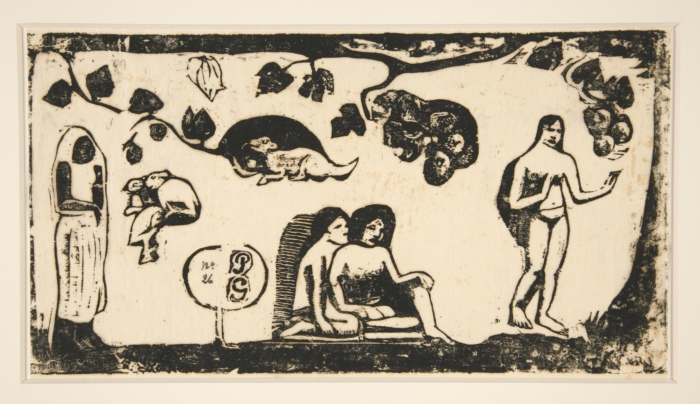
Xilografia Suite Vollard, 1898-1899 (Kornfeld 43)
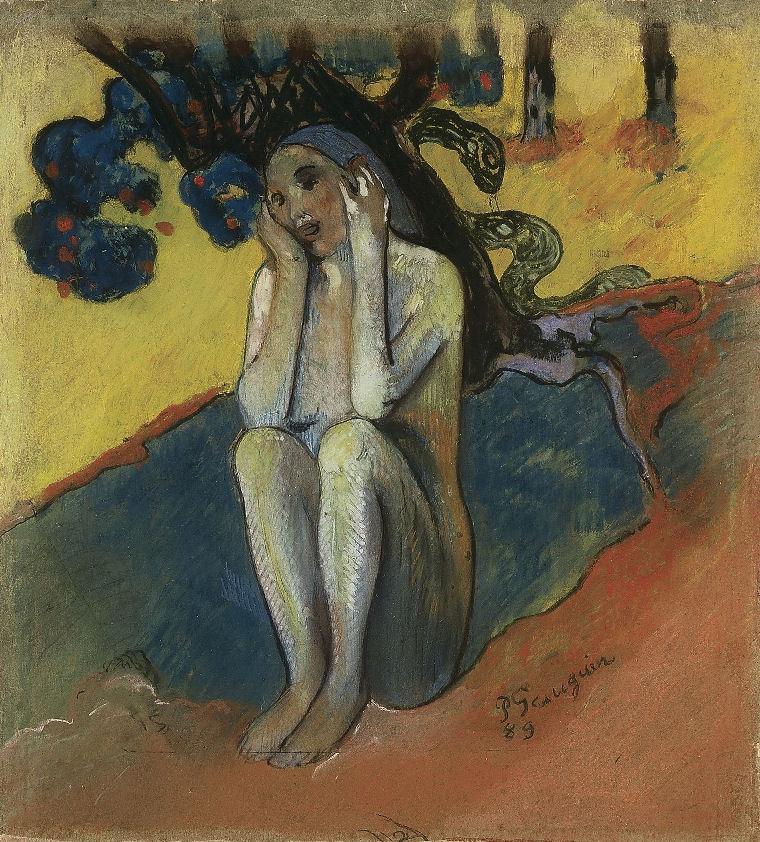
Eva bretona, aquarel·la i pastel 1889 (Wildenstein 333)

A diferència de l'Eva del Paradís, Gauguin va representar en altres obres una Eva turmentada per la culpabilitat del pecat original. Va començar amb una Eva bretona (1889) i després a la Polinèsia en diferents formats artístics. Sembla que l'alternança entre una Eva innocent i una de turmentada depenia del seu estat d'ànim canviant entre l'alegria i la frustració.